# Rampage: Total Destruction
Rampage: Total Destruction est un jeu vidéo d'action développé par Pipeworks Software et édité par Midway Games. Il est sorti en 2006 sur GameCube et PlayStation 2. Il est sorti sur Wii la même année en Amérique du Nord et en 2007 en Europe.

## Accueil
- Jeuxvideo.com : 9/20 (PS2)[1] - 9/20 (Wii)[2]
- Nintendo Power : 6,5/10 (Wii)[3]